# Lecythophora lignicola
Lecythophora lignicola är en svampart som beskrevs av Nannf. 1934. Lecythophora lignicola ingår i släktet Lecythophora och familjen Coniochaetaceae.   Inga underarter finns listade i Catalogue of Life.